# Sedat Yüce
Sedat Yüce (Smirne, 1976) è un cantante turco, rappresentante della Turchia all'Eurovision Song Contest 2001 con il brano Sevgiliye son.

## Biografia
Sedat Yüce ha avviato la sua carriera musicale come corista alla selezione turca per l'Eurovision nel 1993. Ha partecipato come cantante principale alla selezione per quattro volte in totale. Nel 1996 ha cantato Vazgeç e si è piazzato 3º su 10, mentre nel 1999 è arrivato 4º su 10 partecipanti con Bırak beni.
Il 23 febbraio 2001 ha partecipato alla selezione per una terza volta proponendo Sevgiliye son, venendo incoronato vincitore dalla giuria.
All'Eurovision Song Contest 2001, che si è tenuto il successivo 12 maggio a Copenaghen, si è piazzato all'11º posto su 23 partecipanti con 41 punti totalizzati.
Nel 2005 ha cantato Yeniden, facendo la sua quarta e ultima apparizione alla selezione turca. Fra i sette partecipanti si è classificato all'ultimo posto a pari merito con altri quattro, che come lui stato non hanno ottenuto alcun punto.
Nel 2012 si è presentato alle audizioni per O ses Türkiye, la versione turca del talent show The Voice, senza ottenere un esito positivo.

## Discografia

### Singoli
- 2001 – Sevgiliye son/Good by My Love